# 巴士底狱
巴士底狱（法語：Bastille）是一座曾經位於法國巴黎市中心的堅固監獄，高30米，圍牆很厚，共有8個塔樓，上面放有大炮，監獄內設一軍火庫。“巴士底”（Bastille）在法语中即“监狱、堡垒”之意，原名圣安托万监狱（Bastille Saint-Antoine），因其歷史意義後來直稱其為“巴士底”。現址為巴士底廣場。

## 歷史
它建造於14世紀，當時是一座軍事城堡，目的是防禦百年戰爭英國人的進攻，所以就建在巴黎城門前。後來，在巴黎市區不斷擴大下，巴士底监狱要塞成了市區東部的建築，失去了防禦外敵的作用。18世紀末，它是控制巴黎的制高點，自亨利四世後，法國國王在裡面駐紮了大量軍隊。監獄專門關押政治犯，例如文學家伏爾泰便曾在此處坐牢，因此不少當時的民眾視巴士底監獄是法國王權專制獨裁的象徵之一。
19世紀的浪漫主義歷史學家把巴士底監獄當作法國專制王朝的象徵，並把1789年7月14日巴士底監獄被人民佔領的事件描繪成偉大的功績，代表英勇的巴黎人民解放被壓迫的農民的一次革命勝利。1879年，為了紀念法蘭西第一共和國的建立，法國政府宣佈把7月14日定為國慶節。

## 評價
現代的法國歷史學家對於巴士底監獄給予評價：「當時的巴士底監獄實際上是全法國生活條件最好的一個監獄，並且不是巴黎人民所畏懼的王朝的象徵。」巴士底監獄被攻佔那一天，發現監獄裡只有七個囚犯，有一位是貴族家庭中被皇家密信所逮捕的「放蕩罪」犯人（即薩德侯爵），兩位被認定為精神病患者，四位是偽造犯。

## 外部連結
- Video accompanying 2011 exhibition at the Bibliothèque nationale de France （法語）